# Доранс (Канзас)
Доранс (енгл. Dorrance) град је у америчкој савезној држави Канзас.

## Демографија
По попису из 2010. године број становника је 185, што је 20 (-9,8%) становника мање него 2000. године.
| Група             | 2000.       | 2010.       |
| Белци             | 203 (99,0%) | 178 (96,2%) |
| Афроамериканци    | 0 (0,0%)    | 0 (0,0%)    |
| Азијати           | 1 (0,5%)    | 1 (0,5%)    |
| Хиспаноамериканци | 1 (0,5%)    | 1 (0,5%)    |
| Укупно            | 205         | 185         |